# Patriotten

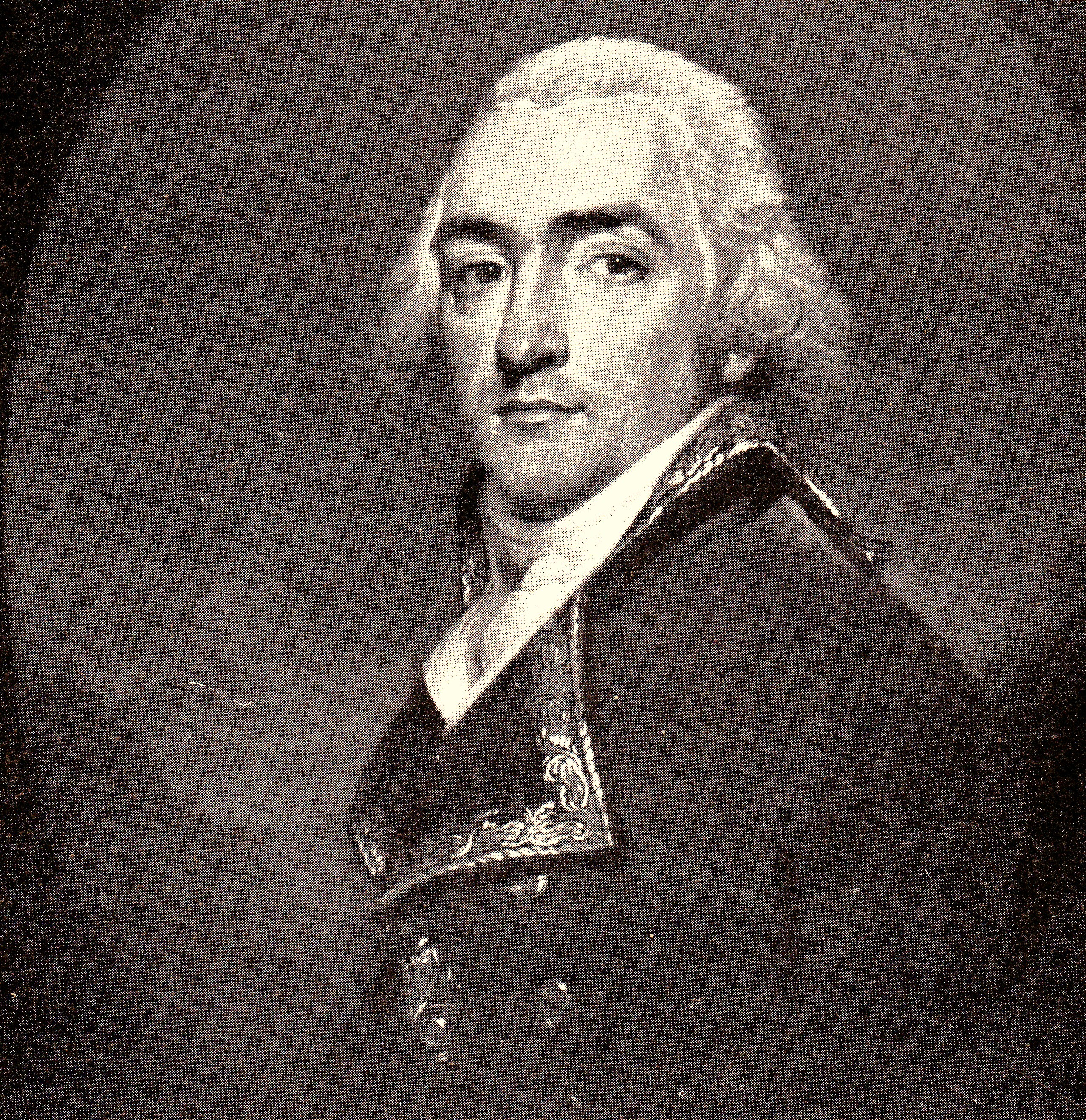
Ein bedeutender Führer der Patrioten war Herman Willem Daendels (1762–1818)

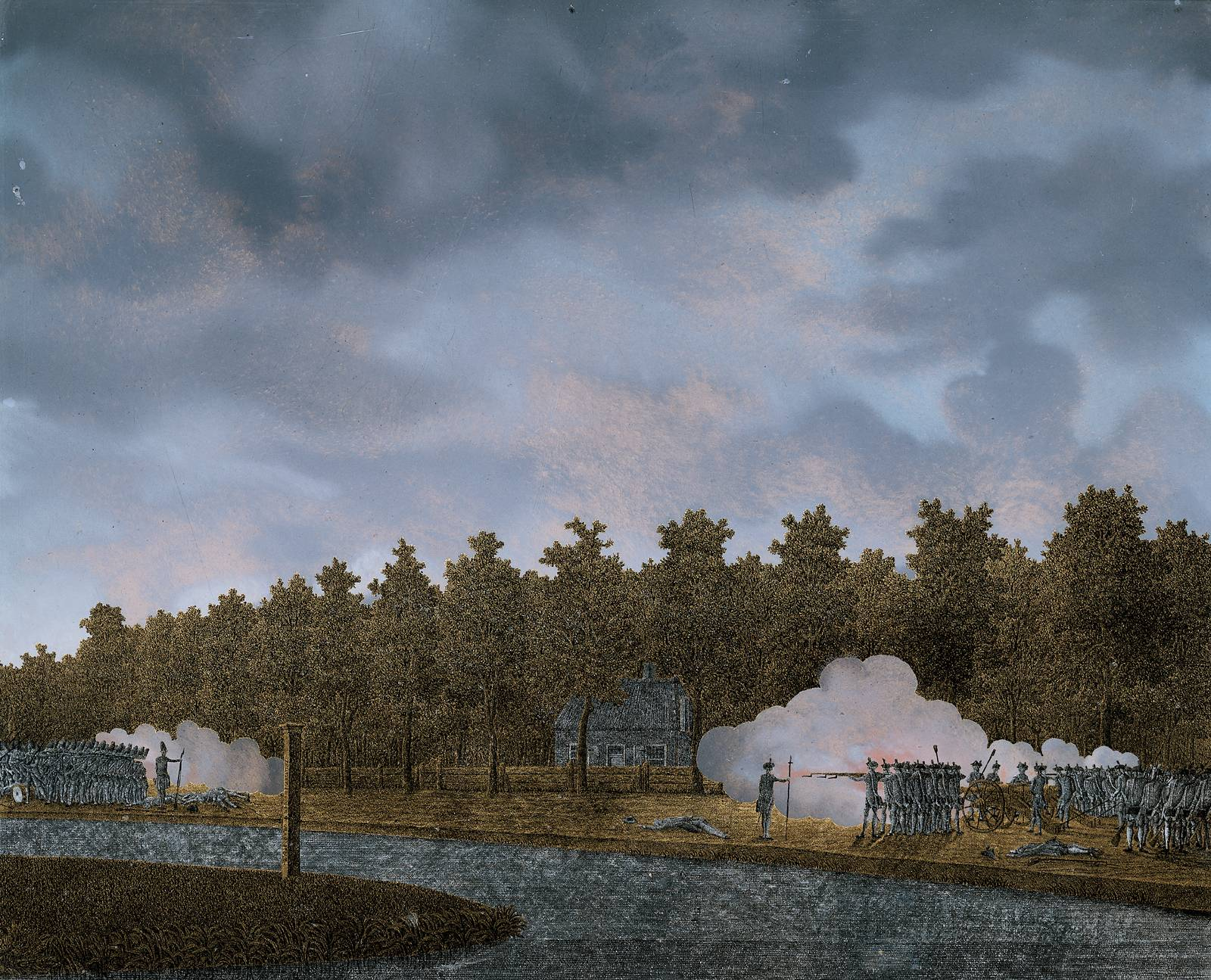
Gefecht zwischen Patrioten und Orangisten im Mai 1787

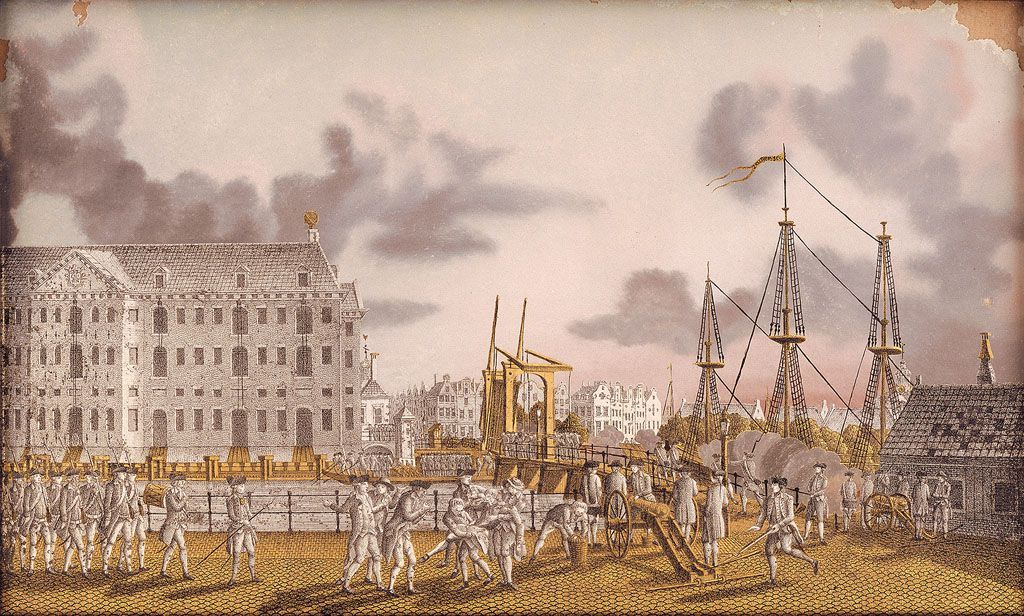
Gefecht zwischen Patriotten und Orangisten an der Kattenburger Brücke in Amsterdam, 30. Mai 1787

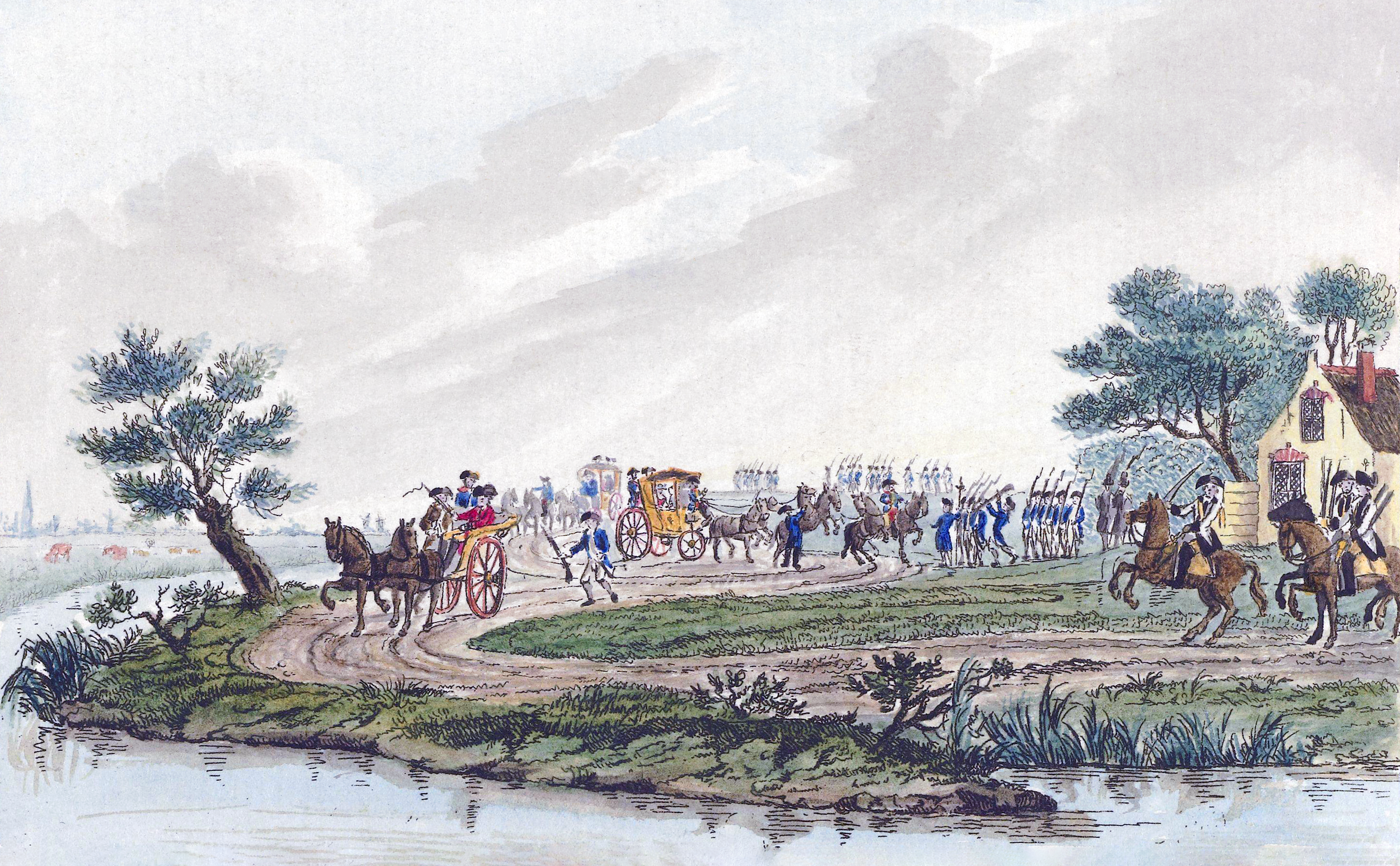
Erzwungener Halt der Reisekutsche von Prinzessin Wilhelmina an der Vlist bei Goejanverwellesluis am 28. Juni 1787

Als Patriotten (niederländisch für Patrioten) wurde in der Republik der Vereinigten Niederlande die republikanische Bewegung in den 1780er Jahren bezeichnet, die bestrebt war, die statthalterliche Stellung des Hauses Oranien-Nassau ganz abzuschaffen oder deren Macht möglichst zu beschränken. Inspiriert von aufklärerischen Ideen Jean-Jacques Rousseaus, den Konzepten des Volonté générale, der Volkssouveränität und der Common-Sense-Philosophie sowie den Zielen der Amerikanischen Unabhängigkeitsbewegung, setzte sie sich für eine Demokratisierung der Herrschaft ein und bekämpfte Tendenzen des Absolutismus. Die patriotische Bewegung hatte Anhänger vor allem in den Städten Hollands. Sie war in einen aristokratischen und einen demokratischen Flügel gespalten. Ihre Gegner waren die dem oranien-nassauischen Erbstatthalter ergebenen Orangisten, die 1786 zunächst entmachtet werden konnten.

## Geschichte
Die Entrüstung über niederländische Verluste im Englisch-Niederländischen Krieg (1780–1784) wurde von der Patriottenpartei sehr geschickt gegen den Erbstatthalter gelenkt, dem die Staaten von Holland mehrere Rechte, 1786 sogar die Würde des Generalkapitäns und Admirals entzogen. Wilhelm V. verließ Den Haag, und  ließ sich im Het Loo nieder und verschanzte sich schließlich auf dem Valkhof in Nimwegen. Seine Anhänger vertraten seine Ansprüche sogar mit Waffengewalt, indem sie die ihm feindlich gesinnten geldrischen Städte Hattem und Elburg beschossen und besetzten. Viele Magistrate und Aristokraten änderten ihre Haltung in den Generalstaaten und unterstützten Wilhelm V. Die sieben Provinzialstaaten wurden größtenteils orangistisch in Friesland, Zeeland, und Gelderland. Drei Provinzen blieben patriotisch, Groningen, Holland und Overijssel. Um die Provinz Utrecht wurde gestritten.
Ende April 1787 wurden in Amsterdam orangistische Politiker und Beamte ersetzt ohne Genehmigung oder Nominierung vom Statthalter. Ende Mai kam es in Amsterdam zu schweren Ausschreitungen und Plünderungen zwischen Patriotten und Orangisten. Ab dem 1. Juni sollten verschärfte Regierungsvorschriften eingeführt werden, die darauf abzielten, die Größe aller Vroedschappen in der Republik zu verringern.
Als Prinzessin Wilhelmine von Preußen, nach Den Haag reisen wollte, wurde sie von den Patriotten angehalten und zur Rückkehr gezwungen. Dafür verlangte ihr Bruder, König Friedrich Wilhelm II. von Preußen, Genugtuung. Als dies von Holland im Vertrauen auf ein (im November 1785 geschlossenes) französisch-niederländisches Defensivbündnis und französische Hilfe (die, wie sich bald zeigte, jedoch ausblieb) in stolzem Ton verweigert wurde, rückten im September 1787 bis zu 18.000 Preußen in die Niederlande ein, eroberten in kurzer Zeit Holland und setzten den Erbstatthalter wieder ein (Preußischer Einmarsch in Holland). Die Rechte des Hauses Oranien-Nassau wurden daraufhin beträchtlich erweitert und zu einem Grundgesetz der Republik erklärt. Auch schloss Wilhelm V. im April 1788 eine ewige Allianz mit England und Preußen.
Obwohl 1787 durch die preußische Invasion unterdrückt, erhob die Partei der Patriotten bald wieder ihr Haupt und bewirkte mit Hilfe der Franzosen 1795 die Vertreibung des Hauses Oranien-Nassau und die Errichtung der Batavischen Republik.
Die gesamte Epoche vom Krieg gegen England bis zur Besetzung durch Frankreich wird in der niederländischen Geschichtsschreibung auch als „Patriottenzeit“ (niederländisch Patriottentijd) bezeichnet.